# Polypylis hemisphaerula
Polypylis hemisphaerula es una especie de molusco gasterópodo perteneciente a la familiae Planorbidae.
La especie se encuentra en Japón y el sureste de Asia.